# 강현민
강현민(1969년 9월 15일 ~ )은 대한민국의 가수, 작사가이자 작곡가이다.
제3회 유재하 음악경연대회에서 〈작은꿈〉으로 은상에 입상하면서, 대중음악계에 발을 들여 놓는다. 1993년부터 1999년까지 일기예보의 멤버로 활동하며 여러 곡의 히트곡을 만들어 불렀고 2001년 솔로 앨범을 발표했다. 이후 이재학, 지선과 함께 러브홀릭을 결성하여 활동했다.
그는 가수로서의 활동뿐 아니라 작사가와 작곡가로도 활발히 활동하고 있다. 그가 준 곡을 부른 아티스트로는 더더, 이기찬, 박혜경, 신효범, 이문세, 서영은, K2, 박기영, 성시경, 거미, 임형주, 수지 등이 있다. 또한 영화 《8월의 크리스마스》, 《원더풀 데이즈》의 음악도 담당했다. 그 밖에 일본의 유명 가수 가하라 도모미에게도 노래를 제공했다.
경기고등학교 84기 출신으로 변호사 강용석, 작곡가 주영훈, 그룹 클론의 멤버 강원래, 구준엽과 동창이라고 한다.
2012년부터 현재까지 대경대학교의 실용음악과 교수로 재직중이다.

## 음반 목록
1. 일기예보(The Everlasting) 1993년
  1. 인형의 꿈
  2. 좋아좋아
2. She 2001년 2월 23일
  1. She
  2. 서글픈 영혼이 되어....
  3. 늘...
  4. 그만 좀 생각해
  5. 그대만 있다면
  6. One Last Word
  7. 재회
  8. 피터팬
  9. 끝이 아님을...
  10. 이런 난 걸요(Duet with 박혜경)
  11. 잘 지내나요(영화 '순애보' 주제곡)